# 吉田敏洋
吉田 敏洋（よしだ としひろ、1979年10月17日 - ）は、名古屋市出身の競輪選手。日本競輪選手会愛知支部所属、ホームバンクは名古屋競輪場。日本競輪学校（当時。以下、競輪学校）第85期生。師匠は村佐庸（54期）。弟子は永禮美瑠（118期）、西脇美唯奈（120期）。

## 来歴
1996年度に行われた第76回全国高校ラグビー大会において、西陵商業高校の同大会初優勝のメンバーとして名を連ねる。高校3年時となる第77回の同大会では主将として出場。
高校卒業後も大学でラグビーを続けるはずだったが、第一志望の大学に合格できなかった。丁度高校3年の春、同校ラグビー部の先輩で当時競輪選手だった若松将弘と、ラグビー選手としては著名選手であり、競輪学校では若松と同期で同じく当時競輪選手だった渡邉大吾と話をしていくうちに競輪への興味を持ち、後に村佐庸に師事して競輪選手を目指すことになった。1999年、競輪学校に第85期生として入学。翌2000年8月13日、一宮競輪場でデビューし1着。またこの開催の完全優勝を果たした。
その後、2002年、2003年のヤンググランプリに出場（いずれも4着）。また2004年の高松宮記念杯競輪（9着）、全日本選抜競輪（6着）、共同通信社杯競輪（9着）、2010年のオールスター競輪(9着)、2011年東西王座戦競輪(5着)において決勝進出を果たしている。
2012年の地元の名古屋記念で記念競輪初優勝を果たした。
2013年、2年ぶりにビッグレースの決勝進出したがオールスター競輪(9着)のみだった。
2016年、4月末から5月に開催された日本選手権競輪(静岡競輪場)で準優勝し、6月、地元名古屋競輪場で開催された高松宮記念杯競輪の決勝では8着、7月に開催されたG2サマーナイトフェスティバル(川崎競輪場)では8着だった。この年は3回もビッグレースの決勝進出を果たしたが賞金でも9位だったため補欠選手だった。
2017年、10月に開催された寛仁親王牌競輪(前橋競輪場)の決勝は7着だった。2019年、2月に開催された全日本選抜競輪(別府競輪場)の決勝は9着だった。2020年、3月に開催されたウィナーズカップ(福井競輪場)の決勝は5着だった。
2023年1月2日、岸和田FI3日目第8レース（特選）において1着となり、通算500勝を達成。ガールズケイリン（1人）を含め通算44人目となる記録で、デビューから22年4か月20日（デビューの日を含まない）での達成であった。のち3月11日、同じく500勝を達成した山内卓也とともに名古屋競輪場にて表彰式が執り行われた。